# Ulvila
Ulvila (in svedese Ulvsby) è una città finlandese di 12599 abitanti, situata nella regione  del Satakunta.
Il nome Ulvila è la versione finnicizzata del cognome Olaf con l'aggiunta del suffisso derivazionale Finnico -la/-lä.
È situato nella provincia della Finlandia occidentale ed è una parte della regione Satakunta. Il comune ha una popolazione di 13.702 (31 marzo 2010) abitanti e copre un'area di 422.56 km² di cui 21.83 km² sono ricoperti d'acqua. La densità di popolazione è di 34,19 abitanti per km².
La municipalità è monolingue finlandese.